# Шаховий матч

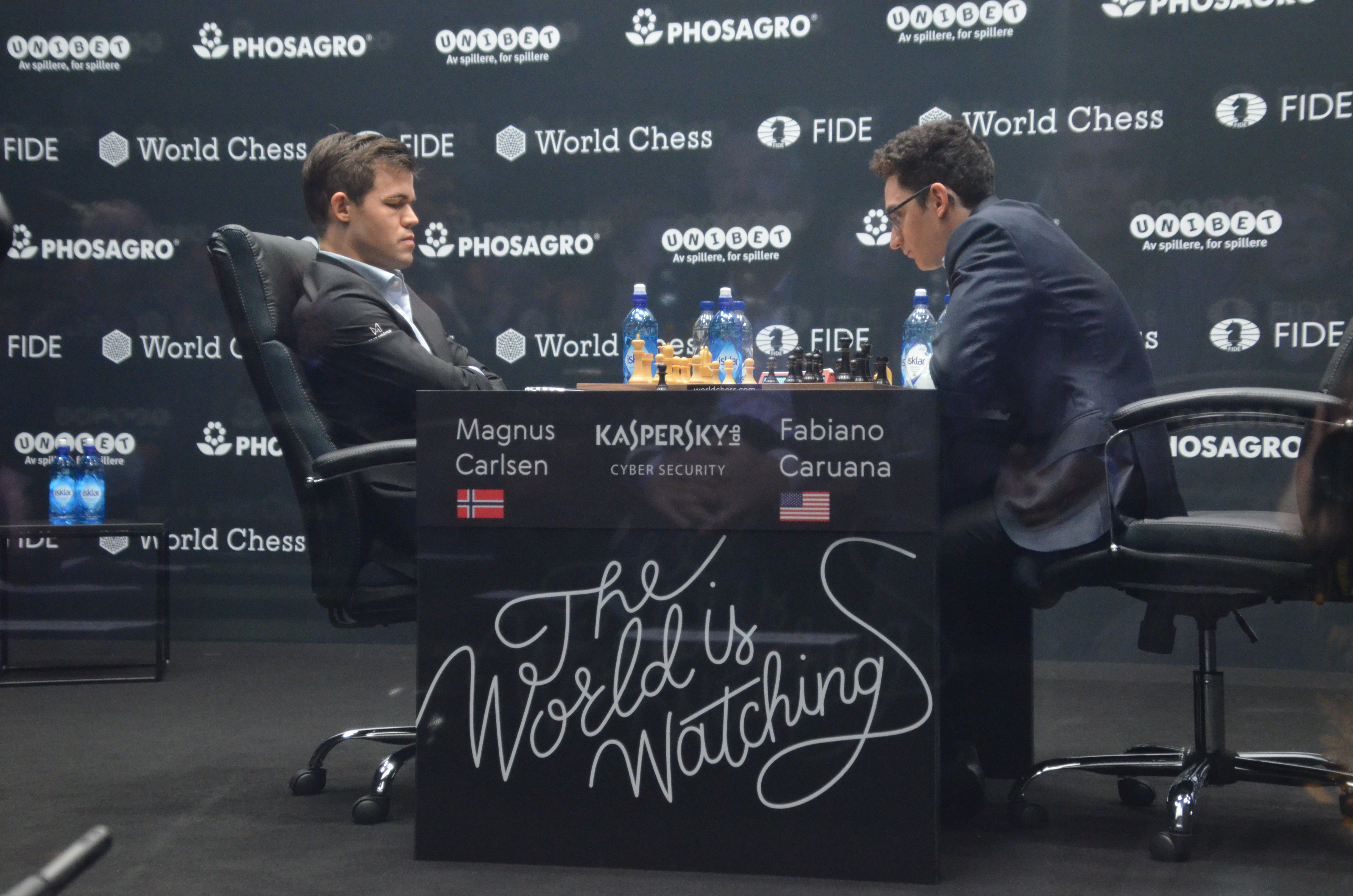
Матч за звання чемпіона світу із шахів 2018

Ша́ховий матч (англ. match) — форма проведення особистих або командних шахових змагань.

## Особисті
Індивідуальні (особисті) матчі проводять між собою двоє шахістів. Зазвичай, матч триває до досягнення більшості в певній кількості партій (переважно парній, щоб суперники зіграли однакову кількість партій чорними і білими: 4, 8, 12 і т. д.), або до досягнення певної кількості перемог (наприклад, матчі за звання чемпіона світу Карпов — Корчной 1978 і 1981 років відбувались до 6 перемог). Недоліком гри до певної кількості перемог є невизначена тривалість матчу. Так, матч за звання чемпіона світу із шахів 1984 року між Карповим і Каспаровим тривав аж 5 місяців (проведено 48 партій), але ніхто з гравців так і не здобув визначених регламентом 6 перемог.

## Командні
У командних матчах учасники однієї команди розподіляються в певній послідовності (за шахівницями) згідно з їхньою кваліфікацією й положенням про змагання. Кожну партію проводять між собою учасники команд, які виступають на дошках під однаковими номерами (наприклад, 3-тя шахівниця однієї команди проти 3-ї шахівниці команди-суперниці). До прикладу, в «матчі століття» (Белград, 1970) збірна СРСР грала проти збірної світу 4 тури на 10 шахівницях, тобто кожен із 10 шахістів грав проти визначеного суперника 4 партії.

## Матч-турнір
Поєднанням матчу та турніру є матч-турнір. Так називають турнір із невеликою кількістю учасників, що проходить круговою системою у кілька кіл.